# Amyloidität
Die Amyloidität bezeichnet die Färbbarkeit von Gewebestrukturen mit Hilfe von Iodreagenzien. Das zugehörige Eigenschaftswort heißt amyloid. Ist eine Struktur nicht anfärbbar, bezeichnet man sie als inamyloid.
Die Farbreaktion amyloider Strukturen ist insbesondere in der Mykologie (Wissenschaft von den Pilzen) ein wichtiges taxonomisches Unterscheidungskriterium. Verwendet werden als Reagenzien: Lugolsche Lösung (eine Iod-Kaliumiodid-Lösung) und Melzers Reagenz (= Lugolsche Lösung mit Chloralhydrat). Die Farbreaktionen gehen ins Blaue bis Violette. Im Fall der Hemiamyloidität wird die Blaureaktion nur nach KOH-Behandlung erhalten; ohne KOH ruft Lugolsche Lösung hier eine rote bis rotbraune Reaktion hervor, während die hohe Chloralhydrat-Konzentration in Melzers Reagenz diese Rotreaktion unterdrückt, folglich Inamyloidität suggeriert.
Färbbare Strukturen sind bei Pilzen: Sporen, Sporenornamente, Ascuswände (besonders Apikalringe), Hyphen, die Trama der Fruchtkörper etc.